# W. Kordes’ Söhne
W. Kordes’ Söhne je německá rodinná firma zabývající se od roku 1887 pěstováním a šlechtěním růží. Hlavní sídlo společnosti je v Klein Offensethu-Sparrieshoopu. Společnost má přibližně 125 zaměstnanců a ročně prodá více než dva miliony růží v maloobchodní i velkoobchodní sféře po celém světě. Šlechtění probíhá osm let. Vybírají z původních 200 000 odrůd zahradních růží pouhých 10, jež se dále testují v národních i mezinárodních zkouškách, aby pak vypustili jen 5 odrůd na trh.

## Sortiment firmy
V sortimentu firmy W. Kordes’ Söhne jsou zahradní růže (velkokvěté, mnohokvěté, půdopokryvné, keřové, pnoucí, miniaturní), ale i růže nádobové vhodné do interiéru prodávané pod chráněnou značkou Kordana a růže k řezu. Firma Kordes vlastní další závody v Holandsku a v Keni, které se zabývají testováním, výzkumem trhu a produkcí řezaných růží. Mezinárodní síť obchodních zástupců ve více než 35 zemích rozšiřuje růže Kordes do celého světa.

## ADR růže
Za dobu své historie firma Kordes vyšlechtila přes 500 kultivarů zahradních růží. Již více než 60 růží firmy Kordes obdrželo ocenění ADR (nezávislá mezinárodní zkouška kvality růží). Jako první byla oceněna růže Flammentanz v roce 1952, dále Westerland (1974), Angela (1982), Sommerwind (1987), Felicitas (1996)a Postilion (1996). Z novinek obdržely ocenění ADR pnoucí růže Jasmina (2007)a Laguna (2007), zakrslá růže Lupo (2007) a záhonová Kosmos (2007) a Sunstar (2007).